# Naar en Mand er en Mand
Naar en Mand er en Mand (originaltitel When a Man's a Man) er en amerikansk stumfilm fra 1924 instrueret af Edward F. Cline.

## Medvirkende
- John Bowers som Lawrence Knight
- Marguerite De La Motte som Helen Wakefield
- Robert Frazer som Phil Acton
- June Marlowe som Kitty Reid
- Forrest Robinson
- Elizabeth Rhodes som Stella
- Fred R. Stanton som Nick Cambert
- George Hackathorne som Yapavai Joe